# Tchatkalophantes tchatkalensis
Tchatkalophantes tchatkalensis är en spindelart som först beskrevs av Andrei V. Tanasevitch 1983.  Tchatkalophantes tchatkalensis ingår i släktet Tchatkalophantes och familjen täckvävarspindlar. Inga underarter finns listade i Catalogue of Life.